# Vaca Nunatak
Vaca Nunatak är en nunatak i Östantarktis, belägen 692 meter över havet i ett område som både Argentina och Storbritannien gör anspråk på. 
Terrängen runt Vaca Nunatak är platt österut, men västerut är den kuperad. Terrängen runt Vaca Nunatak sluttar brant västerut.